# Antonio Segundo Durán
Antonio Segundo Durán Moreiras (Vigo, Pontevedra, Galicia, 9 de julio de 1959), más conocido como Antonio Durán «Morris» o simplemente Morris, es un actor español.

## Biografía
Morris es un actor con una larga experiencia interpretativa en el teatro y uno de los rostros más conocidos de las producciones audiovisuales gallegas.
Ha sido actor y presentador en diversos programas de la TVG desde que esta comenzó sus emisiones en los años 80. En Galicia le han hecho especialmente popular su papel de Antón Santos en la serie Pratos combinados, personaje que interpretó durante más de una década, y el del alcalde Delmiro Ferreira en Padre Casares.
Ha participado en varios anuncios publicitarios y en diferentes series de televisión y películas de ámbito nacional con papeles secundarios.
En el teatro ha trabajado en dos docenas de obras desde 1978, especialmente para el Centro Dramático Gallego y para la compañía Artello, de la que fue fundador.

## Largometrajes
- Continental (1990), de Xavier Villaverde. Como Barman Continental.
- Matías, juez de línea (1996), de Santiago Aguilar y Luis Guridi. Como Lázaro, el carpintero.
- Atilano, presidente (1998), de Santiago Aguilar y Luis Guridi. Como Policía.
- The last patrol (1999), de Cora Peña.
- Los lunes al sol (2002), de Fernando León de Aranoa. Como Director de Banco.
- Más que hermanos (2005) (TV), de Ramón Costafreda. Como Concejal.
- Princesas (2005), de Fernando León de Aranoa. Como Funcionario.
- La Atlántida (2005) (TV), de Belén Macías.
- Pataghorobí (2005), de Ricardo Llovo. Como Aurelio.
- El partido (2006), de Juan Calvo. Como Ramiro.
- El menor de los males (2006), de Antonio Hernández. Como Hugo Patiño.
- Mataharis (2007), de Icíar Bollaín.
- A Mariñeira (2008), de Antón Dobao. Como Capellán.
- El tesoro (2008), de Manuel Martín Cuenca. Como Coté.
- Los muertos van deprisa (2008), de Ángel de la Cruz.
- Celda 211 (2009), de Daniel Monzón. Como Borrego.
- Retornos (2010), de Luis Avilés Vaquero. Como Cabo.
- Doentes (2011), de Gustavo Balza. Como Cañete.
- Sinbad (2011), de Antón Dobao.
- A Esmorga (2014), de Ignacio Vilar. Como Milhomes.
- Pieles (2017), de Eduardo Casanova. Como Simón.
- Que baje Dios y lo vea (2018), de Curro Velázquez. Como Padre Cienfuegos.
- El verano que vivimos (2020), de Carlos Sedes. Como Sebastián Fernet.
- Canallas (2022), de Daniel Guzmán. Como Francisco.
- La piedad (2022), de Eduardo Casanova.

## Cortometrajes
- Só para nenos (1985), de Milagros Bará. Como Leoncio.
- A todo tren (1995), de Lidia Mosquera.
- Amazonas 2000 (2000), de Óscar Suárez.
- La petición de mano (2004), de Ben Temple.
- La buena caligrafía (2004), de Álex Sampayo.
- O coidador de gatos (2009), de Fernando Cortizo.

## Teatro
- Tararará Chispum (1978), Creación colectiva (Artello).
- Picnic (1979), de Fernando Arrabal (Artello).
- Las nubes (1980), de Aristófanes (Artello).
- La cantante calva (1981), de Eugène Ionesco (Artello).
- Manda Truco (1982), Creación colectiva (Artello).
- Celtas sin filtro (1983), Xose L. Méndez Ferrín e Artello (Artello).
- Woyzeck (1984), de Georg Büchner (Centro Dramático Gallego).
- Gulliver F.M. (1985), de Antón Reixa (Centro Dramático Gallego).
- El enfermo imaginario (1986), de Molière (Centro Dramático Gallego).
- Almas Perdidas (1987), de Xosé Cermeño (Centro Dramático Gallego).
- Gran Venta X Aniversario (1988) Creación colectiva (Artello).
- Las alegres casadas ( 1989), de William Shakespeare (Centro Dramático Gallego).
- Batea (1990), Creación colectiva (Artello).
- La Matanza de los Seixas (1993), de Antonio Blanco (Artello).
- O crédito (2015), de Jordi Galcerán, junto a Pedro Alonso.
- 1936 (2024), de Andrés Lima (Centro Dramático Nacional).

## Televisión

### Programas
- SOS. Como presentador. TVG.
- Vídeos, vídeos. Como presentador. TVG.
- O mellor (1986). TVG.
- A tumba aberta (1988). TVG.
- A Reoca (1990). Como Don Armando. TVG.
- Fatal, fatal, fatal (1991). Como presentador. TVG.
- Olé os teus videos (1991). Como presentador. TVG.
- Inocente, inocente (1993). Como presentador. TVG.
- A familia mudanza (1993). Como presentador. TVG.
- Máxima audiencia (2005). Colaborador. TVG.

### Series

#### Personajes fijos
- Pratos combinados (1995-2006). TVG. Como Antón Santos.
- Zapping Comando  (2006-2008). TVG. Como varios personajes.
- Air Galicia (2007-2008). TVG. Como varios personajes.
- Padre Casares (2008-2015). TVG. Como Edelmiro Ferreira.
- Augasquentes (2016). TVG.
- Fariña (2018). Antena 3. Como Manuel Charlín, jefe de los Charlines.
- Alta mar (2019-2020). Netflix. Como Detective Varela.
- Néboa (2020). TVE. Como Antón.
- Desaparecidos (2022). Prime Video. Como Román
- Amar es para siempre (2022-2023). Antena 3. Como Joaquín Luján Navarro.
- Beguinas (2024). Antena 3. Como Padre Lasarte.

#### Personajes episódicos
- Periodistas (1998). Telecinco.
- Un mundo de historias (2000). Como Castelao. TVG.
- Pequeno Hotel (2000). TVG.
- Los Serrano (2003). Telecinco.
- Los hombres de Paco (2005). Como José María. Antena 3.
- O show dos Tonechos (2007). Como Castelao. TVG
- R.I.S. Científica (2007). Como Esteban. Telecinco
- Sin tetas no hay paraíso (2008). Como Gafas. Telecinco
- La que se avecina (2008). Telecinco.
- Luna, el misterio de Calenda (2012-2013). Como Gerardo Montejo. Antena 3.
- El Ministerio del Tiempo (2016). Como el Padre Víctor. La 1.
- 30 monedas (2020). Como Alonso. HBO España.
- Hierro (2021). Como el sicario Ventura. Movistar Plus+.
- El cuerpo en llamas (2023). Como Sellarés. Netflix.

### Sonorización
- Dragon Ball (1989), de Akira Toriyama. Como voz del Maestro MutenRōshi en el doblaje gallego.
- La matanza caníbal de los garrulos lisérgicos (1993), de Antonio Blanco y Ricardo Llovo. Voz de Rufo Machado.
- Os vixiantes do Camiño (1999), de Ángel Izquierdo y Antonio Zurera.

## Premios y nominaciones
1985
- Premio No I F.I.T. De Rivadabia al Mejor Actor Protagonista por “Woyzeck”.

1987
- Premio Compostela al Mejor Actor Protagonista por “Falstaff”.

1998
- Nominado al Premio María Casares al Mejor Actor Protagonista por “El embrujado” y “Juanito Ventolera” (Valle 98).

1999
- Nominado al Premio María Casares al Mejor Actor Protagonista por “Calígula”.

2001
- Nominado al Premio Mestre Mateo de la Academia Galega do Audiovisual, como mejor actor protagonista por “Pratos combinados”.

2002
- Nominado al Premio Mestre Mateo de la Academia Galega do Audiovisual, como mejor actor protagonista por “Pratos combinados”.

2003
- Nominado al Premio Mestre Mateo de la Academia Galega do Audiovisual, como mejor actor protagonista por “Pratos combinados”.

2004
- Nominado al Premio Mestre Mateo de la Academia Galega do Audiovisual, como mejor actor protagonista por “Pratos combinados”.

2005
- Premio de la Televisión y del Cine de Galicia al Mejor Actor. Revista Imagen&Comunicación.

2006
- Premio de la Televisión y del Cine de Galicia al Mejor Actor. Revista Imagen&Comunicación.
- Premio Mestre Mateo de la Academia Galega Do Audiovisual Al Mejor Actor Secundario por “El Partido”.

2007
- Nominado al Premio Mestre Mateo de la Academia Galega Do Audiovisual Al Mejor Actor Protagonista por “Air Galicia”.

2008
- Nominado al Premio Mestre Mateo de la Academia Galega Do Audiovisual Al Mejor Actor Protagonista por “Padre Casares”.
- Nominado al Premio Mestre Mateo de la Academia Galega Do Audiovisual Al Mejor Actor Secundario por “Los muertos van deprisa”.

2009
- Nominado al Premio Mestre Mateo de la Academia Galega Do Audiovisual Al Mejor Actor Protagonista por “Padre Casares”.

2010
- Nominado al Premio Mestre Mateo de la Academia Galega Do Audiovisual Al Mejor Actor Protagonista por “Padre Casares”.

2011
- Premio Mestre Mateo 2011 como Mejor Actor Protagonista por Enfermos.

2012
- Premio de honor Pedigree en el Festival de Cans.
- Nominado al Premio Mestre Mateo de la Academia Galega Do Audiovisual Al Mejor Actor Protagonista por “Padre Casares”.

2013
- Nominado al Premio Mestre Mateo de la Academia Galega Do Audiovisual Al Mejor Actor Protagonista por “Padre Casares”.

2014
- Premio Mestre Mateo de la Academia Galega Do Audiovisual Al Mejor Actor Protagonista por “A esmorga”.
- Premio Mestre Mateo de la Academia Galega Do Audiovisual Al Mejor Actor Secundario por “Códice”.

2015
- Nominado al Premio María Casares al Mejor Actor Protagonista por “O crédito”.

2019
- Premio Rebulir de la Cultura Gallega en la categoría de Artes Escénicas.

2025
- Vigués Distinguido.[1]